# Francisco Milani
Francisco Milani (São Paulo, 19 de novembro de 1936 – Rio de Janeiro, 13 de agosto de 2005) foi um ator, dublador, humorista, diretor de televisão e político brasileiro. Com uma vasta carreira no cinema, teatro e TV, destacou-se na comédia, dirigindo e atuando em programas humorísticos clássicos, como Viva o Gordo e Chico Anysio Show. Consagrou-se por interpretar tipos mal-humorados, sendo os mais memoráveis os personagens Saraiva, do humorístico Zorra Total, e o Pedro Pedreira, da Escolinha do Professor Raimundo.

## Biografia

### Início
A carreira artística de Francisco Milani começou aos 14 anos de idade como office-boy de uma rádio da cidade de Piracicaba. Além disso, foi discotecário, sonoplasta, pianista e locutor. Era locutor da Rádio Tupi quando recebeu um convite de um diretor de TV para fazer um teste para atuar e acabou passando iniciando sua carreira na televisão.
Muda-se para o Rio de Janeiro em 1959 para inaugurar a TV Continental. Seu objetivo era passar alguns dias para estabelecer algumas atividades da emissora, porém, acaba se encantando com a cidade permanecendo nela.
Convidado pelo dramaturgo Oduvaldo Vianna Filho, foi trabalhar no Centro Popular de Cultura (CPC), na União Nacional dos Estudantes, tendo presenciado a invasão e o incêndio do mesmo. Devido ao endurecimento da Ditadura Militar brasileira, foi embora de São Paulo e acabou interrompendo sua carreira artística por oito anos. Jô Soares relata em sua autobiografia (2018) que, por Milani ser filiado ao Partido Comunista, foi perseguido pelos órgãos de repressão e que teria conseguido fugir com ajuda de Cyro del Nero no porta-malas de um carro. Trabalhou como caminhoneiro, nesse período, para despistar seu paradeiro. Apenas na década de 70, viajou para o Rio de Janeiro, cidade em que passou a viver e na qual retomou sua vida artística.

## Carreira

### Cinema
No cinema, seus primeiros filmes são Crime no Sacopã e Esse Mundo é Meu, ambos de 1963. Participou do clássico Terra em Transe (1967), de Glauber Rocha. Nos anos 70, participa dos filmes O Último Malandro (1974), Pecado na Sacristia (1975) e Essa Mulher É Minha... E Dos Amigos (1976). Na década de 80, atua no drama Eles Não Usam Black-Tie (1981), de Leon Hirszman. Nas décadas de 90 e 2000, trabalha nos filmes O Lado Certo da Vida Errada (1996), O Coronel e o Lobisomem (2005) e no infantil Eliana e o Segredo dos Golfinhos (2005). Sua última participação no cinema foi no filme Irma Vap - O Retorno, lançado após a sua morte.

### Novelas e minisséries
Milani estreia na Rede Globo na telenovela Irmãos Coragem (1970). A partir daí, participou de várias outras novelas da emissora, entre elas, Selva de Pedra (1972), Elas por Elas(1982), Barriga de Aluguel (1990), e Vamp (1991). Também trabalhou nas novelas da Rede Tupi, sendo estas, Roda de Fogo e, em 1979, Gaivotas, de Jorge de Andrade, interpretando o delegado João Leite.
Participou das minisséries Bandidos da Falange (1983) Riacho Doce (1990), e Anos Rebeldes (1992), que reunia inúmeros atores que foram perseguidos ou presos durante a ditadura militar. Curiosamente, Francisco Milani, que foi perseguido pelos órgãos de repressão deste período, interpretou o inspetor Camargo, um agente da ditadura.

### Comédia
Sua trajetória na comédia se inicia na década de 1980, no programa Viva o Gordo, de Jô Soares, do qual tornou-se diretor entre os anos de 1985 a 1987. No programa, interpretava inúmeros papéis. Sua personagem mais famosa, sem nome específico, dizia ou pedia coisas absurdas a outras pessoas e, quando o olhavam com estranheza, falava o bordão "Tá me olhando por quê? Eu sou normal!". Também dirigiu e atuou no programa Chico Anysio Show (1988). Em 1985, interpreta o rabugento chefe da personagem Zelda Scott (Andréa Beltrão) no seriado Armação Ilimitada. Entre 1994 e 1997 foi locutor do Casseta e Planeta Urgente.
Na década de 1990, integra o elenco da Escolinha do Professor Raimundo, na qual viveu o cético advogado Pedro Pedreira, cujo principal bordão era "Pedra noventa, só enfrenta quem aguenta!", um tipo que contestava tudo que o Professor Raimundo dizia, exigindo provas para cada fato histórico apresentado. Quando o professor não conseguia apresentar as provas, a personagem soltava o bordão "Então, não me venha com chorumelas!". De acordo com Ramos (2002), o nome "Pedreira" reforça a simbologia da "unidade", da "força" e "coesão" O "noventa", de seu bordão, expressa seu peso como expressão de valor, ou seja, o peso da rigidez de sua personalidade, por isso, para "enfrentar" ele é preciso "aguentar" sua força. Em 2000, quando a Escolinha havia se tornado um quadro do Zorra Total, Milani, que integrava o elenco, foi demitido. Sem ser informado, Chico Anysio só tomou conhecimento de sua demissão ao notar sua ausência no estúdio. Tendo ficado profundamente revoltado, Chico cancelou a gravação e mandou todos os atores e convidados de volta para casa. Em 2015, na nova versão da Escolinha do Professor Raimundo, Pedro Pedreira foi interpretado por Marco Ricca.
No Zorra Total, além de Pedro Pedreira e reviver o personagem que dizia "Tá me olhando por quê? Eu sou normal!", Milani consagrou-se com a personagem Saraiva, dono do bordão “Pergunta idiota, tolerância zero!”, personagem mal-humorada e rabugenta que não suportava ouvir perguntas "pouco inteligentes" e causava constrangimento a sua esposa vivida pela atriz Stella Freitas. A personagem foi criada da década de 1950 pelo comediante Ary Leite. No ano de 1999 a família de Ary, na época já falecido, processou a Rede Globo pelo não pagamento de direitos autorais e a condenação veio no ano de 2003 com a Globo sendo obrigada a pagar uma indenização e a retirar a personagem do ar, a partir daí, o quadro deixou de ser exibido.  A personagem só retornou em 2010 interpretado pelo ator Leandro Hassum.
Entre os anos de 2003 e 2004 fez participações especiais no humorístico A Grande Família interpretando o rabugento Tio Juvenal (conhecido também como o "tio mala"). A personagem estreou dois meses depois da morte de Rogério Cardoso, que interpretava o avô Seu Flor. Ele estreia no episódio "O Tio Mala" e, devido ao sucesso da personagem, aparece em mais dois episódios; O Mal-amado e Etelvina e Juvenal.
Sua última personagem cômica, também no Zorra Total, foi "Cambises: Pão Duro" um homem que só pensava em economizar seu dinheiro, questionando os valores e a utilidade de cada produto comprado por sua esposa no caixa do supermercado. Foi introduzido em 2005, quando Milani também planejava com o diretor Maurício Sherman, apesar de sua saúde frágil, reviver o personagem Saraiva. Porém Milani veio a falecer uma semana antes do início das gravações. No dia 20 de agosto de 2005, uma semana após sua morte, Francisco Milani foi homenageado pelo programa com uma edição de imagens relembrando seus personagens mais famosos. Depois, o ator Milton Gonçalves leu um texto em homenagem ao colega e foi exibido um esquete inédito da personagem Cambises, o último gravado por Milani.
Em 2004 concedeu uma entrevista na qual foi perguntado o que ele achava de interpretar inúmeras personagens mal-humoradas, respondeu dizendo que achava o mau-humor muito engraçado. Segundo Milani:
"Quando você vê uma pessoa mal-humorada na rua, acaba rindo, pois ela tem um comportamento fora do normal, que chama a atenção e é muito divertido. Fazer um papel desses é um filão para qualquer ator."— Diário do Grande ABC, 2004

### Dublagem
Na década de 1970, exerceu a função de dublador, permanecendo até meados dos anos 2000, onde emprestou a voz a atores como Paul Newman, Robert Redford e Charles Bronson, com um de seus papeis mais famosos sendo o protagonista do seriado Magnum P.I., interpretado por Tom Selleck.

## Política
Sempre interessado pela política, Milani foi eleito vereador no Rio de Janeiro pelo Partido Comunista Brasileiro (PCB) nas eleições de 1992, tendo ainda durante o mandato passado ao Partido Socialista Brasileiro (PSB). Em 1995, filiou-se ao Partido Comunista do Brasil (PCdoB), partido pelo qual, no ano 2000, foi candidato derrotado a vice-prefeito na chapa de Benedita da Silva (PT) nas eleições municipais do Rio de Janeiro. O vencedor foi Cesar Maia (PTB). É de sua autoria a lei que criou a Riofilme.

## Vida pessoal
Filho de Donato Milani e Fernanda Ferreira, Francisco nasceu e foi criado no bairro do Belenzinho na capital paulista. Sua família transferiu-se para o Rio de Janeiro já na sua adolescência. O ator foi casado por duas vezes, uma delas com a atriz Joana Fomm. É pai do cineasta e diretor de telenovelas Carlo Milani.
A viúva de Chico Anysio, Malga Di Paula, em 2021 concedeu uma entrevista ao programa A Noite é Nossa da TV Record e, quando perguntada quais eram os artistas que Chico mais gostava declarou que ele adorava Francisco Milani, Rogério Cardoso e Tom Cavalcante.

## Morte
Milani faleceu em 13 de agosto de 2005, aos 68 anos, no Hospital Barra d'Or, na Barra da Tijuca, no Rio de Janeiro, devido a um edema pulmonar agudo, consequência de um câncer retal metastático.
Atendendo a seu desejo o velório foi curto, durando duas horas. Além de sua família, estavam presentes integrantes do elenco dos programas A Grande Família e Zorra Total além de outros atores. O velório terminou com todos cantando o hino da Internacional Socialista e do Corinthians, seu time do coração. O corpo de Milani foi cremado e as suas cinzas, jogadas ao mar.

## Filmografia

### Cinema[11]
| Ano  | Título                              | Personagem                   |
| ---- | ----------------------------------- | ---------------------------- |
| 1963 | Crime no Sacopã                     | —                            |
| 1964 | Esse Mundo É Meu                    | —                            |
| 1967 | Terra em Transe                     | Aldo                         |
| 1974 | O Último Malandro                   | —                            |
| 1975 | Pecado na Sacristia                 | Padre Angelim                |
| 1976 | Essa Mulher É Minha... E Dos Amigos | João Gangorra                |
| 1981 | Eles Não Usam Black-Tie             | Sartini                      |
| 1996 | O Lado Certo da Vida Errada         | —                            |
| 2000 | O Circo das Qualidades Humanas      | Seu Antônio                  |
| 2005 | O Coronel e o Lobisomem             | Dr. Serapião                 |
| 2005 | Eliana em O Segredo dos Golfinhos   | Crânio de Cristal (voz)      |
| 2006 | Irma Vap - O Retorno                | Barreto (lançamento póstumo) |

### Novelas

#### Rede Tupi
| Ano         | Título       | Personagem          |
| ----------- | ------------ | ------------------- |
| 1978        | Roda de Fogo | Dr. Bento           |
| 1978 - 1979 | Aritana      | Homero              |
| 1979        | Gaivotas     | Delegado João Leite |

#### Rede Globo
| Ano  | Título                  | Personagem                           | Nota                                                                                  |
| ---- | ----------------------- | ------------------------------------ | ------------------------------------------------------------------------------------- |
| 1970 | Irmãos Coragem          | Luiz                                 | Promotor no julgamento de João Coragem.                                               |
| 1971 | O Homem que Deve Morrer |                                      |                                                                                       |
| 1972 | Selva de Pedra          | Hélio Sales                          |                                                                                       |
| 1973 | Cavalo de Aço           | Moraes                               |                                                                                       |
| 1981 | Brilhante               | Vanderlei                            | Pai dos personagens Guto e Cissa, morre na explosão de um avião, no início da novela. |
| 1982 | Elas por Elas           | Como ele mesmo                       | Participação especial.                                                                |
| 1982 | Final Feliz             | Vasco                                |                                                                                       |
| 1983 | Champagne               |                                      | Participação especial.                                                                |
| 1987 | Direito de Amar         | Veiga                                | Participação especial.                                                                |
| 1990 | Barriga de Aluguel      | Chiquinho/ Ramon/ Dartagnan/ Salgado |                                                                                       |
| 1991 | Vamp                    | Max                                  |                                                                                       |
| 1995 | História de Amor        | Durval                               | Corretor da personagem Helena.                                                        |
| 1995 | Cara & Coroa            | Juan                                 |                                                                                       |

### Minisséries
| Ano  | Título                                   | Personagem            | Nota                   |
| ---- | ---------------------------------------- | --------------------- | ---------------------- |
| 1983 | Bandidos da Falange                      | Pinheiro de Lemos     |                        |
| 1984 | Meu Destino é Pecar                      | Aprígio               |                        |
| 1985 | Tenda dos Milagres                       | Francisco Mata Negros |                        |
| 1990 | Riacho Doce                              | Dr. Bernardo Moreira  |                        |
| 1992 | Anos Rebeldes                            | Inspetor Camargo      |                        |
| 1993 | Sex Appeal                               | Peçanha               |                        |
| 1995 | Engraçadinha… Seus Amores e Seus Pecados | Funcionário da loja   | Participação especial. |
| 2000 | Aquarela do Brasil                       | Dr. Jairo             |                        |
| 2002 | O Quinto dos Infernos                    |                       |                        |
| 2004 | Um Só Coração                            |                       |                        |

### Séries
| Ano  | Título            | Personagem                | Nota                                                                       |
| ---- | ----------------- | ------------------------- | -------------------------------------------------------------------------- |
| 1981 | Amizade Colorida  | Camargo                   | Episódio: "isso acontece…"                                                 |
| 1983 | Mário Fofoca      | Rudimar                   |                                                                            |
| 1985 | Armação Ilimitada | Chefe da personagem Zelda | O personagem não tinha nome especifico, sendo nomeado apenas como "chefe". |
| 1993 | Retrato de Mulher | Miro                      | Episódio: "era uma vez… Dulcinéia".                                        |
| 1995 | Casa do Terror    | Tony / Diabo              |                                                                            |
| 1996 | Caça Talentos     | Mil Faces                 | A partir da terceira temporada.                                            |
| 1998 | Malhação          | Milton                    |                                                                            |

### Participação especial em programas de TV
| Ano  | Título         | Nota |
| ---- | -------------- | --- |
|      | Globo Esporte  | Francisco Milani e Tony Ramos fizeram uma participação no programa lendo uma crônica do poeta Carlos Drummond de Andrade sobre futebol.                              |
| 2000 | Programa do Jô | Na estreia do programa na Rede Globo, Milani interpretou um técnico que atrapalhava Jô Soares durante seu monólogo que brincava com padrão de qualidade da emissora. |

### Programas Humorísticos
| Ano         | Título                          | Personagens                                        | Nota |
| ----------- | ------------------------------- | -------------------------------------------------- | --- |
| 1981        | Viva o Gordo                    | Vários                                             | |
| 1988        | Chico Anysio Show               | Vários                                             | |
| 1994        | Casseta & Planeta, Urgente!     | Narrador                                           | |
| 1990        | Escolinha do Professor Raimundo | Pedro Pedreira                                     | |
| 1997        | Sai de Baixo                    | Alfredo Capeletti                                  | Participação especial no episódio "É Ripa na Chulipa!"                                                   |
| 2004        | A Grande Família                | Tio Juvenal (Tio Mala)                             | Participação especial nos episódios: O Tio Mala/ O Mal-Amado/ Etelvina e Juvenal/A Morte Do Bom Velhinho |
| 1999 - 2005 | Zorra Total                     | Seu Saraiva / Pedro Pedreira / Pão Duro (Cambises) | |